# II Batallón de Fortaleza de la Luftwaffe
El II Batallón de Fortaleza de la Luftwaffe (II. Luftwaffen-Festungs-Bataillon) fue una unidad de la Luftwaffe durante la Segunda Guerra Mundial.

## Historia
Fue formado en septiembre de 1944 desde el 1202.º Batallón de Campaña de la Luftwaffe, con 3 compañías. Para la formación se recurrió a personal de la 3ª Escuela de pilotos en Guben, 4ª Escuela de pilotos en Neudorf y 7ª Escuela de pilotos en Schweinfurt. El 12 de septiembre de 1944 el batallón llegó a Helmond. El 28 de septiembre de 1944, el batallón estuvo en Venray en el frente, a consecuencia de que el frente se había roto durante el día. El batallón detuvo el ataque del enemigo y no huyó, por lo que tuvo que ser reorganizado en los días siguientes. Las siguientes operaciones las tomó en  Venray. Fue disuelto el 16 de octubre de 1944 después de ser absorbido por la 6.ª División de Paracaidistas*. 
| Unidad       | Correo Postal |
| Plana Mayor  | 61606 A       |
| 1.ª Compañía | 61606 B       |
| 2.ª Compañía | 61606 C       |
| 3.ª Compañía | 61606 D       |

Nota: En otras fuentes se menciona su disolución el 30 de octubre de 1944, y los restos fueron distribuidos a la 7.ª División de Paracaidistas*.